# Кондратович Олександра Павлівна
Олекса́ндра Па́влівна Кондрато́вич (13 березня 1936, с. Кримне, Камінь-Каширський район — 6 вересня 2022) — українська етнографиня та фольклористка. Почесний краєзнавець України.

## Життєпис
Народилася Олександра Кондратович у селі Кримне Камінь-Каширського району. Здобувала освіту у Камінь-Каширському педучилищі, здобувала фах вчителя-філолога в Одеському університеті.
З 1952 року, записувала народні пісні різних жанрів у селах Камінь-Каширського, Ратнівського, Старовижівського районів. Повністю записані гуто-камінський і видричівський весільні обряди, окремі обряди піщанського, нуйнівського та інших весіль.
Померла 6 вересня 2022 року.

## Публікації
Олександра Кондратович видала 18 книг: «Калиновий квіт Полісся» (співаник), «Народний календар Волинського Полісся», «Поліська весільна епопея», «Українські звичаї: Народини, Коса ж моя…», «На перехрестях долі», праці з історії сіл Камінь-Каширщини — «Нуйно: на скрижалях історії та сьогодення», «Воєгоща: крізь роки і віки», «Кримно і Брониця: минувшина і сьогодення» та інші.
У грудні 2020 була видана нова книга «Мов спалах блискавки» // «Камінь-Каширське педагогічне училище в документах, персоналіях та споминах».